# Lista exponatelor din Muzeul Național al Satului „Dimitrie Gusti”
Această pagină conține lista caselor și instalațiilor expuse în Muzeul Național al Satului „Dimitrie Gusti”. Gospodăriile sunt grupate după zona etnografică din care provin, iar celelalte tipuri de construcții sunt trecute în secțiuni dedicate. Pe lângă case, muzeul găzduiește și numeroase exponate de bunuri mobile (mobilier, haine, fotografii, obiecte casnice etc.) dintre care peste 2.000 au fost clasate în Patrimoniul cultural național al României.
Pentru a naviga prin pagină puteți folosi cuprinsul sau harta de mai jos, unde fiecare număr trimite la intrarea corespunzătoare din listă. Culoarea reprezintă zona etnografică din care provine exponatul, conform legendei.
Monumentele oglindesc viața tradițională românească, constituind și concepția muzeologică și de prezervare a patrimoniului construit; ele ilustrează traseul parcurs de la primele cercetări coordonate de Dimitrie Gusti până în prezent, drum presărat cu încă 18 muzee, care l-au luat ca punct de reper. Aici au fost aduse din locurile de origine construcții țărănești. Interioarele construcțiilor au fost reconstituite și dotate cu obiecte autentice, specifice fiecărei zone etnografice și epoci de proveniență a monumentelor.
|  |

Legenda hărții
     Banat
     Dobrogea
     Moldova
     Muntenia
     Oltenia
     Transilvania

## Gospodării din Banat

### Gospodărie din Borlova, județul Caraș-Severin
| Gospodărie din Borlova, județul Caraș-Severin, 1897 | 1 Gospodărie din Borlova, județul Caraș-Severin, 1897 Pagina muzeului Datare: 1897 Coordonate în muzeu: 44°28′17″N 26°04′38″E / 44.47143°N 26.07710°E Localitatea de origine: Borlova, Caraș-Severin |

Casa a fost construită din două materiale diferite, folosind tehnici diferite. Partea din față este construită din zid de cărămidă arsă, pe când jumătatea dinspre fundul curții este realizată din bârne de brad rotunde. Întregul ansamblu se află sub un acoperiș în două ape. Peretele dinspre stradă („fruntarul”) este decorat cu roate și frunze. Planul este cel întâlnit și la alte exponate, cu o tindă centrală încadrată de două camere. În spatele casei se află cămara și pivnița.

### Gospodărie din Sârbova, județul Timiș
| Gospodărie din Sârbova, județul Timiș, 1821 | 2 Gospodărie din Sârbova, județul Timiș, 1821 Pagina muzeului Datare: 1821 Coordonate în muzeu: 44°28′18″N 26°04′38″E / 44.47179°N 26.07718°E Localitatea de origine: Sârbova, Timiș |

Construcțiile gospodăriei ocupă laturile unui patrulater, închis înspre stradă prin zid de cărămidă. Gospodăria este alcătuită din casă, grajd, șură, depozit pentru porumb și cotețe. Frontonul are un decor cu forme geometrice și cruci, realizate din tencuială. Casa are două camere ce încadrează tinda.

## Gospodării din Dobrogea

### Gospodărie tătărească, Independența, județul Constanța
| Gospodărie tătărească, secolul al XX-lea, Independența, județul Constanța | 3 Gospodărie tătărească, secolul al XX-lea, Independența, județul Constanța Pagina muzeului Datare: secolul al XX-lea Coordonate în muzeu: 44°28′13″N 26°04′43″E / 44.47017°N 26.07852°E Localitatea de origine: Fântâna Mare, Constanța |

Gospodăria tătărască expusă în sectorul nou al muzeului este compusă din casă, anexă și cuptor, înconjurate de un zid din piatră. Casa este construită din chirpici, cu acoperiș în două ape, fiind formată din trei camere, o tindă și o prispă. Anexa conține o bucătărie de vară și cotețul de păsări.

### Gospodărie din Ostrov, județul Constanța
| Gospodărie din Ostrov, Constanța | 4 Gospodărie din Ostrov, Constanța Pagina muzeului Datare: începutul secolului al XIX-lea Coordonate în muzeu: 44°28′24″N 26°04′36″E / 44.47329°N 26.07657°E Localitatea de origine: Ostrov, Constanța |

Structura gospodăriei reflectă ocupațiile proprietarilor: pe lângă casă, mai cuprinde un hambar din scânduri și un chiler pentru depozitat unelte. Casa este din pari de stejar și gard din nuiele de frasin lipite cu lut; are un acoperiș în patru ape, realizat din olane. În partea din față se află o prispă lată din lut sprijinită pe cinci stâlpi de stejar. Ferestrele sunt relativ mari, fiind vopsite în albastru, la fel ca și ușile. Casa are o tindă mediană cu două vetre de unde se alimentează sobele oarbe din camerele de locuit alăturate.

### Gospodărie din Jurilovca, județul Tulcea
| Gospodărie din Jurilovca, Tulcea | 5 Gospodărie din Jurilovca, Tulcea Pagina muzeului Datare: 1898 Coordonate în muzeu: 44°28′22″N 26°04′37″E / 44.47283°N 26.07682°E Localitatea de origine: Jurilovca, Tulcea |

Gospodăria lipovenească datând din 1898 este clădită pe o temelie din piatră moale, din pereți de chirpici din lut și paie uscat la soare și un acoperiș din stuf așezat în solzi de pește. Gospodăria mai cuprinde o bucătărie de vară, un coteț pentru păsări și zece încăperi aflate sub același acoperiș, ce serveau diverse funcții: grajd, cameră de afumat peștele, cămară, șopron pentru teasc, cameră de locuit, tindă, cameră de oaspeți. În spatele casei se mai află încă un șopron deschis, iar în colț este intrarea în pivniță.

## Gospodării din Moldova

### Gospodărie din Rădești, județul Galați
| Gospodărie din Rădești, Galați | 6 Gospodărie din Rădești, Galați Pagina muzeului Datare: jumătatea secolului al XIX-lea Coordonate în muzeu: 44°28′26″N 26°04′34″E / 44.47380°N 26.07623°E Localitatea de origine: Rădești, Galați |

Gospodărie, 1/2 secolul XIX

### Gospodărie din Audia, județul Neamț
| Gospodărie din Audia, Neamț | 7 Gospodărie din Audia, Neamț Pagina muzeului Datare: secolul al XIX-lea Coordonate în muzeu: 44°28′24″N 26°04′34″E / 44.47346°N 26.07605°E Localitatea de origine: Hangu, Neamț |

Gospodăria este înconjurată cu un gard din cepi de brad, cu poartă și portiță. Este formată din locuință și grajd dotat cu o ladă mare pentru fân sub acoperiș. Casa este construită din bârne de brad, are prispă pe toate laturile și un foișor cu laviță și balustradă sculptată aflat deasupra intrării în pivniță. Acoperișul este în patru ape, din șindrilă în strat dublu. Interiorul este format din tindă, două camere de locuit de dimensiuni mari pentru perioada respectivă și două depozite pentru haine și unelte.

### Gospodărie din Mastacăn, județul Neamț
| Gospodărie din Mastacăn, Neamț | 8 Gospodărie din Mastacăn, Neamț Pagina muzeului Datare: secolul al XIX-lea Coordonate în muzeu: 44°28′25″N 26°04′33″E / 44.47373°N 26.07590°E Localitatea de origine: Mastacăn, Neamț |

Gospodăria împrejmuită cu gard de nuiele de alun cuprinde o casă, o poiată pentru vite și o lojniță (împletitură de nuiele) pentru uscat fructe. Casa a fost construită la începutul secolului al XIX-lea și este formată dintr-o tindă neîncălzită și o cameră de locuit. Materialul de construcție este lemnul, bârnele rotunde de lemn fiind unite cu pământ și prinse cu mici pene de lemn. Prispa se întinde pe trei laturi ale casei.

### Gospodărie din Piatra Șoimului, județul Neamț
| Gospodărie din Piatra Șoimului, Neamț | 9 Gospodărie din Piatra Șoimului, Neamț Pagina muzeului Datare: secolul al XIX-lea Coordonate în muzeu: 44°28′25″N 26°04′33″E / 44.47367°N 26.07595°E Localitatea de origine: Comuna Piatra Șoimului, Neamț |

Casa este o construcție de lemn pe fundație de piatră, cu acoperiș în patru ape din șindrilă ce acoperă și prispa din față. Casa cuprinde o sală mediană, încadrată de două camere de locuit și un chiler cu intrare separată în partea din spate.

### Bordei din Răpciuni, județul Neamț
| Bordei din Răpciuni, Neamț | 10 Bordei din Răpciuni, Neamț Pagina muzeului Datare: secolul al XIX-lea Coordonate în muzeu: 44°28′26″N 26°04′33″E / 44.47395°N 26.07575°E Localitatea de origine: Comuna Ceahlău, Neamț |

Deși nu este construită în pământ, această casă adusă în muzeu cu ocazia construirii barajului Bicaz este numită "bordei". Este o casă cu o singură încăpere dintre care o treime este ocupată de cuptor, două ferestre și o prispă lată. Acoperișul are patru pante repezi din două straturi de șindrilă și o streașină largă. Prin comparație cu alte gospodării din aceeași zonă, casa scoate în evidență diferențierile dintre categoriile sociale țărănești.

### Gospodărie huțulă cu ocol întărit, Breaza, județul Suceava
| Gospodărie huțulă cu ocol întărit, secolul al XIX-lea, Breaza, județul Suceava | 11 Gospodărie huțulă cu ocol întărit, secolul al XIX-lea, Breaza, județul Suceava Pagina muzeului Datare: secolul al XIX-lea Coordonate în muzeu: 44°28′13″N 26°04′44″E / 44.47023°N 26.07887°E Localitatea de origine: Breaza, Suceava |

### Bordei din Câmpulung Moldovenesc, județul Suceava
| Bordei din Câmpulung Moldovenesc | 12 Bordei din Câmpulung Moldovenesc ETNOMON Datare: secolul al XVIII-lea Coordonate în muzeu: 44°28′11″N 26°04′47″E / 44.4696°N 26.0796°E Localitatea de origine: Câmpulung Moldovenesc |

Bordei din Câmpulung Moldovenesc, județul Suceava, secolul al XVIII-lea

### Gospodărie din Dumbrăveni, județul Suceava
| Gospodărie din Dumbrăveni, Suceava | 13 Gospodărie din Dumbrăveni, Suceava Pagina muzeului Datare: secolul al XIX-lea Coordonate în muzeu: 44°28′27″N 26°04′32″E / 44.47428°N 26.07567°E Localitatea de origine: Dumbrăveni, Suceava |

Gospodăria din Dumbrăveni este o casă reprezentativă pentru un sat de clăcași, fiind construită din gard de nuiele lipite cu lut, cu prispă din pământ și un acoperiș înalt din paie de secară. Casa are o tindă și o odaie de locuit.

### Gospodărie din Fundu Moldovei, județul Suceava
| Gospodărie din Fundu Moldovei, Suceava | 14 Gospodărie din Fundu Moldovei, Suceava Pagina muzeului Datare: sfârșitul secolului al XIX-lea Coordonate în muzeu: 44°28′23″N 26°04′34″E / 44.47317°N 26.07606°E Localitatea de origine: Fundu Moldovei, Suceava |

Gospodăria din Fundu Moldovei este alcătuită dintr-o poartă impunătoare, cu acoperiș în patru ape, gard din bârne si scânduri de brad si acoperiș de șindrilă, șură, cocină și magazie pentru animale și rezervele lor de hrană, o bucătărie de vară după modelul celor aflate pe munte, lângă stâne și casa din bârne de brad cioplite, ridicată pe o temelie de bolovani din piatră de râu. Casa are în față, central un foișor ce se prelungește cu un gang lung pe toată lungimea. Acoperișul are patru pante repezi, fiind ornat pe coamă cu bucăți de șindrilă în formă de corn și cruce, așezate simetric. Planul cuprinde o sală lungă cu uși în ambele capete, casa mare la nord și casa mică și cămara la sud. în interior se remarcă soba din casa mică, o construcție complexă, cu ornamente din fier forjat, cuptor pentru pâine și loc de dormit, precum și expoziția artistică prezentată în camera de oaspeți.

### Gospodărie din Straja, județul Suceava
| Gospodărie din Straja, Suceava | 15 Gospodărie din Straja, Suceava Pagina muzeului Datare: 1760 Coordonate în muzeu: 44°28′23″N 26°04′35″E / 44.47305°N 26.07636°E Localitatea de origine: Straja, Suceava |

Casa din Straja este construită din bârne cilindrice de molid, acoperite cu lut și humă și încheiate în trepte la colțuri. Casa este compusă dintr-o tindă, o cămară și o cameră de locuit și are în față o prispă lată, protejată de acoperișul în patru ape. Camera de locuit are trei geamuri mici, cu câte patru ochiuri, acoperite cu burduf de oaie în secolul al XVIII-lea.

### Gospodărie din Voitinel, județul Suceava
| Gospodărie din Voitinel, Suceava | 16 Gospodărie din Voitinel, Suceava Pagina muzeului Datare: secolul al XVIII-lea Coordonate în muzeu: 44°28′23″N 26°04′34″E / 44.47299°N 26.07613°E Localitatea de origine: Voitinel, Suceava |

Gospodăria cuprinde trei construcții: casa. șura și bucătăria de vară (hâjul), toate clădite în jurul anului 1785. A aparținut unei familii înstărite, construcțiile din bârne masive având dimensiuni impunătoare. Cea mai mare dintre ele conține șura și grajdul, fiind folosită pentru depozitarea alimentelor pentru animale. Hâjul are o prispă unde se poate vedea o ladă pentru obiecte și alimente și un scaun realizat din încolăcitura naturală a unui arbore. În același stil este realizată și casa câinelui, dintr-o scorbură de copac înfundată cu scânduri pentru mai multă protecție. Casa are în față un cerdac cu stâlpi ornați, cu două uși laterale cu țâțâni din lemn. Pereții sunt acoperiți cu lut și humă alb-cenușie. Casa este împărțită în două de o tindă mare, fără tavan, în care se află două vaze sculptate din lemn cu diametrul de 1,2 m și înălțime de 3 m, ce erau folosite ca depozit de cereale. Partea mai mică se află în sudul tindei, fiind un spațiu de lucru și de dormit. Camera mai mare, din nord, găzduiește mai multe piese din mobilier lucrat. Din ea se poate intra în cămările de unelte și alimente.

### Gospodărie din Curteni, județul Vaslui
| Gospodărie din Curteni, Vaslui | 17 Gospodărie din Curteni, Vaslui Pagina muzeului Datare: 1844 Coordonate în muzeu: 44°28′26″N 26°04′35″E / 44.47389°N 26.07640°E Localitatea de origine: Curteni, Vaslui |

Gospodăria din muzeu a aparținut unei familii de răzeși, fiind construită în 1844. Casa are tindă și patru încăperi din cărămidă, pe o temelie din piatră. Este acoperită cu stuf în solzi de pește. Gospodăria mai cuprinde și o cramă cu beci, un adăpost pentru păsări din gard de nuiele și o poartă din scândură cu stâlpi de stejar sculptați. În interior atrag atenția cele două sobe mari construite în perete pentru a încălzi două camere fiecare.

### Gospodărie din Zăpodeni, județul Vaslui
| Gospodărie din Zăpodeni, Vaslui | 18 Gospodărie din Zăpodeni, Vaslui Pagina muzeului Datare: secolul al XVII-lea Coordonate în muzeu: 44°28′28″N 26°04′35″E / 44.47432°N 26.07626°E Localitatea de origine: Zăpodeni, Vaslui |

Casa monocelulară (cu o singură încăpere) din bârne și acoperiș de stuf a fost adusă la Muzeul Satului în anul 1961. Este o locuință de clăcaș (muncitor pe moșiile boierilor) cu tavan jos și ferestre mici. Este construită folosind o tehnică mai veche de ridicare a construcțiilor de lemn comparativ cu celelalte case de același tip din cadrul muzeului.

### Gospodărie din Năruja, județul Vrancea
| Gospodărie din Năruja, Vrancea | 19 Gospodărie din Năruja, Vrancea Pagina muzeului Datare: începutul secolului al XIX-lea Coordonate în muzeu: 44°28′24″N 26°04′35″E / 44.47347°N 26.07638°E Localitatea de origine: Năruja, Vrancea |

Gospodăria din Năruja cuprinde o casă de locuit și un depozit înălțate pe bolovani de piatră și construite din bârne rotunde, cu acoperiș înalt, în patru ape, din șindrilă. Lipitura de lut de peste bârne este acoperită cu humă alb-cenușie. Casa are prispă și foișor pe stâlpi, fiind plasată deasupra unei pivnițe.

### Gospodărie din Nereju, județul Vrancea
| Gospodărie din Nereju, Vrancea | 20 Gospodărie din Nereju, Vrancea Pagina muzeului Datare: 1875 Coordonate în muzeu: 44°28′25″N 26°04′35″E / 44.47360°N 26.07648°E Localitatea de origine: Nereju Mic, Vrancea |

Casa are o sală la mijloc, încadrată de două camere și având în fund un chiler (cămară) folosit și ca atelier de dogărie. Acoperișul este realizat din șiță, având patru ape. Gospodăria mai are și un merindar, unde se puneau mâncare și apă la dispoziția trecătorilor.

### Gospodărie din Paltin, județul Vrancea
| Gospodărie din Paltin, Vrancea | 21 Gospodărie din Paltin, Vrancea Pagina muzeului Datare: secolul al XVIII-lea Coordonate în muzeu: 44°28′25″N 26°04′35″E / 44.47372°N 26.07638°E Localitatea de origine: Paltin, Vrancea |

Căsoaia (cămara) din Paltin, județul Vrancea este o anexă gospodărească datând din secolul al XVIII-lea ce avea numai funcția de depozitare de alimente și obiecte de uz gospodăresc. Este o construcție din lemn pe o fundație din piatră nefasonată de râu. Are o pivniță semi-îngropată, un foișor ce protejează intrarea și spațiul propriu-zis de stocare. Căsoaia are elemente decorative sub forma unor motive geometrice traforate la scândurile parapetului de la foișor și cele crestate pe capetele căpriorilor.

### Casă din Soveja, județul Vrancea
| Casă din Soveja, Vrancea | 22 Casă din Soveja, Vrancea Pagina muzeului Datare: 1927 Coordonate în muzeu: 44°28′08″N 26°04′45″E / 44.46883°N 26.07914°E Localitatea de origine: Soveja, Vrancea |

Construită în anul 1927, casa este ridicată pe o temelie de piatră fasonată, având pereții din lemn de esență tare, tencuiți și zugrăviți. Acoperișul este realizat în patru „ape” și are învelitoarea din șiță măruntă. În plan casa cuprinde un antreu, salonul, două camere, cămară, prispă închisă cu șapte stâlpi la fațada principală, bucătărie, prispă pe două laturi în spatele casei. Casa este prevăzută și cu un beci cu tavanul boltit.

## Gospodării din Muntenia

### Casă din Moșteni-Greci, județul Argeș
| Casă din Moșteni-Greci, Argeș | 23 Casă din Moșteni-Greci, Argeș Pagina muzeului Datare: secolul al XIX-lea Coordonate în muzeu: 44°28′12″N 26°04′41″E / 44.47°N 26.078°E Localitatea de origine: Moșteni-Greci, Argeș |

Pivniță cu cămară, secolul al XIX-lea

### Gospodărie din Stănești, județul Argeș
| Gospodărie din Stănești, Argeș | 24 Gospodărie din Stănești, Argeș Pagina muzeului Datare: sfârșitul secolului al XIX-lea Coordonate în muzeu: 44°28′16″N 26°04′41″E / 44.47109°N 26.07793°E Localitatea de origine: Stănești, Argeș |

Gospodăria din Stănești, Argeș cuprinde casa, șura cu grajd, povarna pentru pregătirea țuicii și bucătăria de vară, fiecare clădire cu un inventar de obiecte specific. Ca și gospodăria din Șuici, locuința este înaltă, fiind plasată peste o pivniță și contruită din lemn și piatră. Are însă doar două camere, plasate simetric în jurul unei tinde unde se făcea focul.

### Gospodărie din Șuici, județul Argeș
| Gospodărie din Șuici, Argeș | 25 Gospodărie din Șuici, Argeș Pagina muzeului Datare: începutul secolului al XX-lea Coordonate în muzeu: 44°28′17″N 26°04′39″E / 44.47139°N 26.07750°E Localitatea de origine: Șuici, Argeș |

Gospodăria Șuici este formată din locuință, grajd, magazii și pătul. Construcțiile sunt din lemn pe temelie de piatră, văruite și acoperite cu șindrilă de brad. Locuința este formată din două căsuțe separate, unite prin prispa comună. Sub ea se află o pivniță și cotețele de păsări.

### Gospodărie din Chiojdu Mic, județul Buzău
| Gospodărie din Chiojdu Mic, Buzău | 26 Gospodărie din Chiojdu Mic, Buzău Pagina muzeului Datare: începutul secolului al XVIII-lea Coordonate în muzeu: 44°28′17″N 26°04′42″E / 44.47142°N 26.07841°E Localitatea de origine: Chiojdu, Buzău |

Condițiile materiale prospere din zonă, generate de producția de țuică, au dus la apariția unei arhitecturi populae monumentele, cu decor bogat. Casa este înălțatăpe un zid din bolovani, având jos pivnița și cămara pentru unelte, țuică și alimente, iar sus cele trei încăperi ale locuinței, unite printr-o prispă cu stâlpi ciopliți. Acoperișul este înalt, realizat din șindrilă.

### Gospodărie din Rușețu, județul Buzău
| Gospodărie din Rușețu, Buzău | 27 Gospodărie din Rușețu, Buzău Pagina muzeului Datare: începutul secolului al XX-lea Coordonate în muzeu: 44°28′16″N 26°04′42″E / 44.47121°N 26.07832°E Localitatea de origine: Rușețu, Buzău |

Localitatea Rușețu, Buzău se află în zona de câmpie și era populată de două categorii distincte după ocupație: „târlași” (care se ocupau cu agricultura sau creșterea cailor) și „munteni” (oieri care-și aduceau turmele la iernat de la munte). Casa are o tindă și două camere de locuit, având în spate o cămară și polată (adăpost pentru animale). Tavanele din scândură, dar și ușile și ferestrele sunt vopsite în diferite culori, iar vatra este acoperită de un horn larg până la tavan. Gospodăria mai cuprinde și mai multe adăposturi mici pentru animale, construite din gard e nuiele sub acoperiș de paie.

### Casă din Afumați, județul Ilfov
| Casă din Afumați, Ilfov | 28 Casă din Afumați, Ilfov Pagina muzeului Datare: primul sfert al secolului al XX-lea Coordonate în muzeu: 44°28′08″N 26°04′46″E / 44.46890°N 26.07936°E Localitatea de origine: Afumați, Ilfov |

Gospodărie, 1/4 secolul XX

### Casa de oieri din Teșila, județul Prahova
| Casa de oieri Teșila, secolul al XX-lea, județul Prahova | 29 Casa de oieri Teșila, secolul al XX-lea, județul Prahova Pagina muzeului Datare: secolul al XX-lea Coordonate în muzeu: 44°28′10″N 26°04′45″E / 44.46956°N 26.07914°E Localitatea de origine: Teșila, Prahova |

### Gospodărie din Trăisteni, județul Prahova
| Gospodărie din Trăisteni, Prahova | 30 Gospodărie din Trăisteni, Prahova Pagina muzeului Datare: sfârșitul secolului al XIX-lea Coordonate în muzeu: 44°28′18″N 26°04′41″E / 44.47154°N 26.07808°E Localitatea de origine: Trăisteni, Prahova |

Casa este construită din bârne de fag, pe temelie de piatră. Pivnița este plasată sub foișor și casa mică (camera folosită în mod curent). Locuința mai cuprinde tinda și casa mare (de oaspeți), cu mobilier bogat, având valoare artistică.

### Casă din Valea Doftanei, județul Prahova
| Casă din Valea Doftanei, Prahova | 31 Casă din Valea Doftanei, Prahova Pagina muzeului Datare: 1946 Coordonate în muzeu: 44°28′11″N 26°04′46″E / 44.46967°N 26.07949°E Localitatea de origine: Comuna Valea Doftanei, Prahova |

Cabană forestieră este o copie a originalului ce nu a putut fi transferat datorită degradării. Cabana era sediul administrativ al bazinului forestier Valea Doftanei, fiind folosită însă și pentru nunți și alte evenimente. Este o clădire cu parter și etaj, construită din bușteni de brad pe temelie de piatră.

## Gospodării din Oltenia

### Bordeiul Castranova, județul Dolj
| Bordeiul Castranova, Dolj, Secolul al XIX-lea | 32 Bordeiul Castranova, Dolj, Secolul al XIX-lea Pagina muzeului Datare: mijlocul secolului al XIX-lea Coordonate în muzeu: 44°28′20″N 26°04′38″E / 44.47213°N 26.07731°E Localitatea de origine: Castranova, Dolj |

Bordeiele din Drăghiceni și Castranova sunt asemănătoare, fiind printre ultimele construcții de acest fel. De la suprafață se prezintă ca niște movile neregulate, acoperite cu vegetație, din care pornește acoperișul din stuf în două ape. Sub nivelul solului bordeiele au mai multe gropi în care se afla vatra focului. Hidroizolarea gropilor se făcea prin arderea de lemne, fiind apoi căptușite cu blăni de stejar. Exemplarul de la Castranova are patru gropi - tinda și trei încăperi - și un inventar mai bogat decât cel din Drăghiceni, ceea ce ilustrează starea materială mai bună a proprietarilor.

### Gospodărie din Goicea Mică, județul Dolj
| Gospodărie din Goicea Mică, Dolj, secolul al XIX-lea | 33 Gospodărie din Goicea Mică, Dolj, secolul al XIX-lea Pagina muzeului Datare: sfârșitul secolului al XIX-lea Coordonate în muzeu: 44°28′19″N 26°04′38″E / 44.471856°N 26.07711°E Localitatea de origine: Goicea, Dolj |

Locuința este compusă din casă și două construcții anexe - pătul din nuiele împletite și  bucătărie de vară. Casa este construită din lemn, pământ și cărămidă, având un acoperiș din țiglă în patru ape. Casa are o tindă mediană încadrată de două camere.

### Casă din Budieni, județul Gorj
| Casă din Budieni, Gorj | 34 Casă din Budieni, Gorj Pagina muzeului Datare: 1882 Coordonate în muzeu: 44°28′10″N 26°04′45″E / 44.46939°N 26.07905°E Localitatea de origine: Budieni, Gorj |

### Gospodărie din Curtișoara, județul Gorj
| Gospodărie din Curtișoara, Gorj, secolul al XIX-lea | 35 Gospodărie din Curtișoara, Gorj, secolul al XIX-lea Pagina muzeului Datare: 1800 Coordonate în muzeu: 44°28′18″N 26°04′38″E / 44.47170°N 26.07729°E Localitatea de origine: Curtișoara, Gorj |

Casa țărănească din Curțișoara este tipică zonei din care provine prin forma sa și decorațiunile stâlpilor de la foișor, deși are dimensiuni mici. Locuința este scundă, având două încăperi, una pentru gătit („casa”) și una pentru locuit („soba”). Ea este plasată pe o construcție de bârne sprijinite pe bolovani („pimniță”).

### Casă din Țicleni, județul Gorj
| Casă din Țicleni, Gorj | 36 Casă din Țicleni, Gorj Pagina muzeului Datare: secolul al XIX-lea Coordonate în muzeu: 44°28′10″N 26°04′46″E / 44.46945°N 26.07932°E Localitatea de origine: Țicleni, Gorj |

Gospodărie de viticultor, secolul al XIX-lea

### Bordeiul Drăghiceni, județul Olt
| Bordeiul Drăghiceni, Olt, secolul al XIX-lea | 37 Bordeiul Drăghiceni, Olt, secolul al XIX-lea Pagina muzeului Datare: începutul secolului al XIX-lea Coordonate în muzeu: 44°28′19″N 26°04′38″E / 44.47197°N 26.077358°E Localitatea de origine: Drăghiceni, Olt |

Bordeiele din Drăghiceni și Castranova sunt asemănătoare, fiind printre ultimele construcții de acest fel. De la suprafață se prezintă ca niște movile neregulate, acoperite cu vegetație, din care pornește acoperișul din stuf în două ape. Sub nivelul solului bordeiele au mai multe gropi în care se afla vatra focului. Hidroizolarea gropilor se făcea prin arderea de lemne, fiind apoi căptușite cu blăni de stejar. Exemplarul de la Drăghiceni avea trei gropi - tinda și două încăperi - și un inventar sărăcăcios.

### Gospodărie din Măldărești, județul Vâlcea
| Gospodărie din Măldărești, județul Vâlcea, secolul al XIX-lea | 38 Gospodărie din Măldărești, județul Vâlcea, secolul al XIX-lea Pagina muzeului • ETNOMON Datare: 1812 Coordonate în muzeu: 44°28′18″N 26°04′38″E / 44.47159°N 26.07736°E Localitatea de origine: Măldărești, Vâlcea |

Gospodăria este formată din casă și pătul pentru porumb. Casa este din bârne de brad cioplite, cu crestătură dreaptă la îmbinări. Are o pivniță la subsol, depozit și casa de locuit, formată din bucătărie, cameră și foișor la intrare. În casă se remarcă masa înaltă de la fereastră, cele două paturi și două lăzi.

## Gospodării din Transilvania

### Casă din Cut, județul Alba
| Casă din Cut, Alba | 39 Casă din Cut, Alba Pagina muzeului Datare: 1882 Coordonate în muzeu: 44°28′12″N 26°04′43″E / 44.46989°N 26.07873°E Localitatea de origine: Cut, Alba |

Gospodărie de apicultor, 1882

### Godpodărie din Lăzești, județul Alba
| Godpodărie din Lăzești, Alba | 40 Godpodărie din Lăzești, Alba Pagina muzeului Datare: secolul al XIX-lea Coordonate în muzeu: 44°28′11″N 26°04′44″E / 44.46969°N 26.07877°E Localitatea de origine: Lăzești (Scărișoara), Alba |

Gospodărie de văsar (meșter dogar), secolul al XIX-lea

### Coliba mutătoare, Meteș, județul Alba
| Coliba mutătoare, Meteș, Alba, secolul al XX-lea | 41 Coliba mutătoare, Meteș, Alba, secolul al XX-lea Pagina muzeului Datare: secolul al XX-lea Coordonate în muzeu: 44°28′11″N 26°04′45″E / 44.46984°N 26.07921°E Localitatea de origine: Meteș, Alba |

### Gospodărie din Sălciua de Jos, județul Alba
| Gospodărie din Sălciua de Jos, județul Alba | 42 Gospodărie din Sălciua de Jos, județul Alba Pagina muzeului Datare: 1815 Coordonate în muzeu: 44°28′15″N 26°04′39″E / 44.47092°N 26.07742°E Localitatea de origine: Sălciua de Jos, Alba |

Gospodăria este compusă dintr-o casă și o cămară, construite din lemn de brad, cu acoperișuri de paie foarte înalte (de trei ori mai înalte decât pereții). Ferestrele mici sunt protejate cu gratii de lemn cu forme ornamentale.

### Gospodărie din Dumitra, județul Alba
| Gospodărie din Dumitra, județul Alba, secolul al XIX-lea | 43 Gospodărie din Dumitra, județul Alba, secolul al XIX-lea Pagina muzeului Datare: Începutul secolului al XIX-lea Coordonate în muzeu: 44°28′15″N 26°04′43″E / 44.47096°N 26.07849°E Localitatea de origine: Dumitra, Alba |

Gospodăria provine dintr-o zonă săracă a Transilvaniei, acest lucru reflectându-se în lipsa unor ornamente și în interiorul întunecos, luminat de trei ferestre mici, cu câte patru ochiuri de geam. Gardul este realizat din nuiele și lut.

### Gospodărie din Chereluș, județul Arad
| Gospodărie din Chereluș, județul Arad, secolul al XVIII-lea | 44 Gospodărie din Chereluș, județul Arad, secolul al XVIII-lea Pagina muzeului Datare: sfârșitul secolului al XVIII-lea Coordonate în muzeu: 44°28′16″N 26°04′49″E / 44.47110°N 26.08015°E Localitatea de origine: Chereluș, Arad |

Gospodăria din acest sat tipic de câmpie este compusă din casă de locuit, șură cu grajd și colnă și o cămară. Construcțiile sunt înălțate pe temelii de pitră, fiind realizate din bârne de tipuri diferite, tencuite cu lut frământat cu paie și acoperite cu un acoperiș de stuf. Casa are o cameră „de parade” (spre stradă) și una către ogradă, separate de o tindă cu două vetre de foc.

### Casă din Câmpanii de Sus, județul Bihor
| Casă din Câmpanii de Sus, Bihor | 45 Casă din Câmpanii de Sus, Bihor Pagina muzeului Datare: sfârșitul secolului al XIX-lea Coordonate în muzeu: 44°28′08″N 26°04′42″E / 44.46896°N 26.07834°E Localitatea de origine: Câmpani, Bihor |

Gospodăria din depresiunea Beiușului are patru corpuri principale așezate într-un patrulater: casă, șură cu grajduri, colnițe, cocine și oloiniță. Casa cuprinde o tindă mediană și două camere laterale.

### Gospodărie din Spermezeu, județul Bistrița–Năsăud
| Gospodărie din Spermezeu, Bistrița–Năsăud | 46 Gospodărie din Spermezeu, Bistrița–Năsăud Pagina muzeului Datare: mijlocul secolului XX Coordonate în muzeu: 44°28′08″N 26°04′42″E / 44.4688°N 26.07831°E Localitatea de origine: Spermezeu, Bistrița-Năsăud |

Gospodăria din Spermezeu datează din mijlocul secolului al XX-lea și este formată din casă, șură, bucătărie de vară și două cotețe. Casa este construită din lemn tencuit, având un plan standard, format din camera de locuit (dispusă central), în dreapta camera curată, iar în stânga cămara cu intrarea în pod. Mobilierul provine din ateliere locale, iar camerele sunt împodobite cu țesături tradiționale, icoane și farfurii decorative. Șura cu grajd adăpostește vitele dar funcționează și ca loc de depozitare a uneltelor și pentru depozitarea fânului.

### Gospodărie din Șanț, județul Bistrița–Năsăud
| Gospodărie din Șanț, Bistrița – Năsăud, 1896 | 47 Gospodărie din Șanț, Bistrița – Năsăud, 1896 Pagina muzeului Datare: 1896 Coordonate în muzeu: 44°28′14″N 26°04′41″E / 44.47064°N 26.07792°E Localitatea de origine: Șanț, Bistrița-Năsăud |

Casa este construită din bârne de brad cioplite, asamblate pe o temelie de piatră. Are o prispă ce se întinde pe trei laturi ale casei, tinda cu pivniță, două camere laterale mari (una pentru familie și una pentru oaspeți) și încă două încăperi mai mici, folosite ca depozite. Acoperișul din șindrilă este în patru ape, cu pante repezi.

### Gospodărie romă din Calbor, județul Brașov
| Gospodărie romă din Calbor, județul Brașov, sfârșitul secolului al XIX-lea | 97 Gospodărie romă din Calbor, județul Brașov, sfârșitul secolului al XIX-lea Datare: sfârșitul secolului al XIX-lea Coordonate în muzeu: 44°28′12″N 26°04′41″E / 44.46994°N 26.07802°E Localitatea de origine: Calbor, Brașov |

Gospodăria lui Lazăr Năftănăilă este formată din casă, atelier de fierărie cu cazan pentru țuică, fântână și gard.

### Gospodărie din Drăguș, județul Brașov
| Gospodărie din Drăguș, județul Brașov, secolul al XIX-lea | 48 Gospodărie din Drăguș, județul Brașov, secolul al XIX-lea Pagina muzeului Datare: sfârșitul secolului al XIX-lea Coordonate în muzeu: 44°28′16″N 26°04′39″E / 44.47120°N 26.077619°E Localitatea de origine: Drăguș, Brașov |

Gospodăria cuprinde două construcții: șura de brad cu acoperiș de paie, care are mai multe funcțiuni (șură, depozit de cereale, grajd, dar și depozit de unelte) și casa de lemn pe temelie de piatră, cu pridvor și acoperiș din țiglă. Casa are o tindă, o cămară pentru alimente și unelte, o cameră de locuit și un celar pentru haine.

### Gospodărie din Bancu, județul Harghita
| Gospodărie din Bancu, județul Harghita, 1862 | 49 Gospodărie din Bancu, județul Harghita, 1862 Pagina muzeului Datare: 1862 Coordonate în muzeu: 44°28′14″N 26°04′43″E / 44.47056°N 26.07864°E Localitatea de origine: Bancu, Harghita |

Gospodăria, ca și celelalte din zonă, cuprinde mai multe construcții din bârne de brad rotunde sau în patru fețe: casă cu prispă, bucătărie, șoproane, magazii, șură, grajd, cotețe și porți. Fundațiile sunt realizate din piatră lată, iar acoperișurile sunt înalte, cu patru ape și realizate din draniță (un tip de șindrilă).

### Gospodărie din Câmpul lui Neag, județul Hunedoara
| Gospodărie din Câmpul lui Neag, Hunedoara, 1800 | 50 Gospodărie din Câmpul lui Neag, Hunedoara, 1800 Pagina muzeului Datare: 1800 Coordonate în muzeu: 44°28′16″N 26°04′43″E / 44.47109°N 26.07868°E Localitatea de origine: Câmpu lui Neag, Hunedoara |

Gospodăria cu ocol este formată din casă de locuit, cămară pentru haine și unelte, cămară pentru alimente, cotețe și colnițe, toate aranjate într-un patrulater închis, sub același acoperiș. Casa avea o vatră joasă, cu un horn larg, pe care erau puși trunchiuri întregi de copaci.

### Gospodărie din Clopotiva, județul Hunedoara
| Gospodărie din Clopotiva, județul Hunedoara | 51 Gospodărie din Clopotiva, județul Hunedoara Pagina muzeului Datare: anii 1920 Coordonate în muzeu: 44°28′16″N 26°04′38″E / 44.47125°N 26.07728°E Localitatea de origine: Clopotiva, Hunedoara |

Casa, construită în anii 1920, a fost transferată în muzeu în anul 2004. Este o casă cu etaj, fiind caracteristică pentru arhitectura de la începutul secolului al XX-lea din zona Țării Hațegului. Acest tip de casă cu pereți din piatră și lemn, învelită cu țiglă le-a înlocuit pe cele mai vechi – din lemn, cu una sau două camere și cu învelitori de paie sau șindrilă. Anexele provin din fosta gospodărie din Paros, iar gardul și poarta au fost reconstruite pe baza originalelor aflate încă în satul de origine.

### Casă din Șerel, județul Hunedoara
| Casă din Șerel, Hunedoara | 52 Casă din Șerel, Hunedoara Pagina muzeului Datare: secolul al XIX-lea Coordonate în muzeu: 44°28′10″N 26°04′41″E / 44.46954°N 26.07795°E Localitatea de origine: Șerel, Hunedoara |

### Gospodărie din Berbești, județul Maramureș
| Gospodărie din Berbești, Maramureș, 1775 | 53 Gospodărie din Berbești, Maramureș, 1775 Pagina muzeului Datare: 1775 Coordonate în muzeu: 44°28′17″N 26°04′45″E / 44.47136°N 26.07929°E Localitatea de origine: Berbești, Maramureș |

Prin valorile arhitectonice și artistice, casa este caracteristică Maramureșului. Ansamblul cuprinde casa de locuit, grajdul cu șura, coșul pentru porumb, colejna (unde se depozitau uneltele), șoprul, poarta mare și portița, precum și un gard din nuiele de alun. Datarea, recum si numele meșterului sunt cunoscute din inscripțiile de pe grinda principală.

### Casă din Călinești, județul Maramureș
| Casă din Călinești, Maramureș | 54 Casă din Călinești, Maramureș Pagina muzeului Datare: 1948 Coordonate în muzeu: 44°28′09″N 26°04′47″E / 44.46913°N 26.07960°E Localitatea de origine: Călinești, Maramureș |

Casă maramureșeană, 1948

### Casă din Glod, județul Maramureș
| Casă din Glod, Maramureș | 55 Casă din Glod, Maramureș Datare: 1927 Coordonate în muzeu: 44°28′16″N 26°04′45″E / 44.47098°N 26.07911°E Localitatea de origine: Glod, Maramureș |

### Gospodărie din Ieud, județul Maramureș
| Gospodărie din Ieud, județul Maramureș | 56 Gospodărie din Ieud, județul Maramureș Pagina muzeului Datare: 1890 Coordonate în muzeu: 44°28′14″N 26°04′41″E / 44.47047°N 26.07812°E Localitatea de origine: Ieud, Maramureș |

Casa este construită pe o fundație din piatră naturală, are un acoperiș din șindrilă și cuprinde o tindă mediană, o cameră mare la nord, una mai mică și cămara la sud. Mobilierul, la fel ca și poarta monumentală, este bogat sculptat, având motive geometrice.

### Casă din Poienile Izei, județul Maramureș
| Casă din Poienile Izei, Maramureș | 57 Casă din Poienile Izei, Maramureș Pagina muzeului Datare: 1860 Coordonate în muzeu: 44°28′12″N 26°04′41″E / 44.47009°N 26.07802°E Localitatea de origine: Poienile Izei, Maramureș |

Casă evreiască, 1860

### Gospodărie din Șurdești, județul Maramureș
| Gospodărie din Șurdești, Maramureș, secolul al XVIII-lea | 58 Gospodărie din Șurdești, Maramureș, secolul al XVIII-lea Pagina muzeului Datare: începutul secolului al XVIII-lea Coordonate în muzeu: 44°28′22″N 26°04′37″E / 44.47280°N 26.07707°E Localitatea de origine: Șurdești, Maramureș |

Gospodăria din Șurdești este reprezentativă pentru arhitectura populară din Țara Lăpușului. Este compus din șură cu grajd, magazie pentru cereale, coșargă, coteț și casă, construită din bârne rotunde de stejar îmbinate într-o tehnică arhaică, pe temelie din bolovani mari și cu acoperiș în patru ape din paie. Locuința cuprinde 3 camere: tindă neîncălzită, cameră de trecere de 5x4 m, cu laviță, pat și cuptor, precum și o cămară unde se depozitau alimentele și uneltele.

### Casă din Saschiz, județul Mureș
| Casă din Saschiz, Mureș | 59 Casă din Saschiz, Mureș Pagina muzeului Datare: 1762 Coordonate în muzeu: 44°28′11″N 26°04′49″E / 44.46963°N 26.08039°E Localitatea de origine: Saschiz, Mureș |

### Gospodărie din Moișeni, județul Satu Mare
| Gospodărie din Moișeni, com. Certeze, județul Satu Mare | 60 Gospodărie din Moișeni, com. Certeze, județul Satu Mare Pagina muzeului Datare: 1780 Coordonate în muzeu: 44°28′13″N 26°04′40″E / 44.47032°N 26.07777°E Localitatea de origine: Moișeni, Satu Mare |

Gospodăria este compusă din casa de locuit, bucătăria de vară, poiata pentru vite și cotețul pentru păsări, toate construite din bârne provenite din copaci seculari și este împrejmuită cu un gard de nuiele, cu o poartă sculptată. Casa are pereții alcătuiți din 2-3 bârne, cu acoperiș cu pante repezi. Ușa are balamale și închizătoare din lemn, doar cheia fiind din metal. Casa este compusă din cămară, tindă (folosită și pentru lucru) și camera de locuit.

### Casa germană din Dealu Frumos, județul Sibiu
| Casa germană | 61 Casa germană Pagina muzeului Datare: 1896 Coordonate în muzeu: 44°28′12″N 26°04′42″E / 44.46993°N 26.07827°E Localitatea de origine: Dealu Frumos, Sibiu |

Gospodăria Dealu Frumos, Sibiu

### Gospodărie din Tilișca, județul Sibiu
| Gospodărie din Tilișca, județul Sibiu | 62 Gospodărie din Tilișca, județul Sibiu Pagina muzeului Datare: 1847 Coordonate în muzeu: 44°28′16″N 26°04′39″E / 44.47123°N 26.07761°E Localitatea de origine: Tilișca, Sibiu |

Gospodăria ilustrează viața din sat a crescătorilor de oi din zona de munte a Sibiului. Casa este construită din lemn de brad, pe temelie de piatră și are un acoperiș în două ape, din șindrilă, care acoperă și pridvorul delimitat de patru stâlpi sculptați. Casa are o tindă mediană fără acoperiș, flancată la dreapta de camera de locuit, unde se află și soba de gătit, iar la stânga de camera de oaspeți, bogat ornamentată.

## Construcții profesionale și anexe

### Canton de drum
| Canton de drum | 63 Canton de drum Pagina muzeului Datare: ? Coordonate în muzeu: 44°28′11″N 26°04′40″E / 44.46981°N 26.07773°E Localitatea de origine: necunoscută |

### Cuptorul de pâine
| Cuptorul de pâine | 64 Cuptorul de pâine ETNOMON Datare: secolul al XX-lea Coordonate în muzeu: 44°28′06″N 26°04′45″E / 44.46847°N 26.07916°E Localitatea de origine: necunoscută |

Cuptor de pâine din Câmpia Română, secolul XX

### Hanul Galben din București
| Hanul Galben | 65 Hanul Galben Pagina muzeului Datare: prima jumătate a secolului al XIX-lea Coordonate în muzeu: 44°28′07″N 26°04′43″E / 44.46851°N 26.07872°E Localitatea de origine: București |

Hanul a fost construit în prima jumătate a secolului al XIX-lea de clucerul Preda Săulescu, care avea terenuri întinse în zonă. În 1850, hanul avea patru încăperi, două cămări și o bucătărie la etaj,  iar în partea de jos cinci încăperi, o cârciumă cu pivniță boltită de zid. În curte mai erau un grajd, două șoproane, iar în spate avea terenuri cu vie și fânețe. A fost demolat în 1985 și reconstruit în muzeu la începutul deceniului 2 al secolului XXI. [mai multe...]

### Staur circular de piatră din Șugag, județul Alba
| Staur circular de piatră, jumătatea secolul al XIX-lea, Șugag, județul Alba | 66 Staur circular de piatră, jumătatea secolul al XIX-lea, Șugag, județul Alba Pagina muzeului Datare: jumătatea secolului al XIX-lea Coordonate în muzeu: 44°28′11″N 26°04′46″E / 44.46974°N 26.07932°E Localitatea de origine: Șugag, Alba |

### Stâna de munte din Șugag, județul Alba
| Stâna de munte Șugag, județul Alba – secolul al XX-lea | 67 Stâna de munte Șugag, județul Alba – secolul al XX-lea Pagina muzeului Datare: secolul al XX-lea Coordonate în muzeu: 44°28′16″N 26°04′46″E / 44.47102°N 26.07933°E Localitatea de origine: Șugag, Alba |

### Fierăria din Vărzari, Bihor
| Fierăria din Vărzari, Bihor | 68 Fierăria din Vărzari, Bihor Pagina muzeului Datare: 1905 Coordonate în muzeu: 44°28′12″N 26°04′46″E / 44.47003°N 26.07932°E Localitatea de origine: Vărzarii de Jos, Bihor |

Satele din zona Vașcăului aveau fiecare specialitatea sa legată de prelucrarea metalelor, fiind interdependente. Satul Vărzari era specializat în uneltele pentru prelucrarea lemnului (securi, topoare, bardă, teslă). Atelierul de fierărie ilustrează munca acestor meșteșugari. Este vorba de o construcție patrulateră din lemn de stejar, cu acoperiș în trei pante din țiglă, ce adăpostește forja cu vatră și uneltele specifice (nicovală, ciocane, clește, vălău cu apă pentru călit, unelte de modelat etc.).

### Staurul poligonal din lemn din Grădiștea de Munte, județul Hunedoara
| Staurul poligonal din lemn, 1960, Grădiștea de Munte, județul Hunedoara | 69 Staurul poligonal din lemn, 1960, Grădiștea de Munte, județul Hunedoara Pagina muzeului Datare: 1960 Coordonate în muzeu: 44°28′11″N 26°04′44″E / 44.46968°N 26.07900°E Localitatea de origine: Grădiștea de Munte, Hunedoara |

### Șura din Vișeu de Mijloc, județul Maramureș
| Șura din Vișeu de Mijloc | 98 Șura din Vișeu de Mijloc Datare: cca. 1955 Coordonate în muzeu: 44°28′13″N 26°04′39″E / 44.47025°N 26.07760°E Localitatea de origine: Vișeu de Mijloc, Maramureș |

Șura a fost adusă la muzeu în cadrul unui proiect de conservare a culturii rome și a fost inaugurată în 2024 ca spațiu expozițional și pentru organizarea de evenimente. Șura originală era formată din 3 părți, cu intrări separate: zona centrală pentru depozitarea furajelor și zonele laterale ce adăposteau grajdurile de boi și vaci. Construcția a fost completată cu un alt șopron pentru depozitare și zonă V.R. urmând însă aspectul original.

### Cuptorul de oale din Oboga, județul Olt
| Cuptorul de oale din Oboga | 70 Cuptorul de oale din Oboga Datare: secolul al XX-lea Coordonate în muzeu: 44°28′12″N 26°04′41″E / 44.47°N 26.078°E Localitatea de origine: Oboga, Olt |

Cuptorul de oale din Oboga, secolul XX

### Salonul de dans din Aluniș, județul Prahova
| Salonul de dans Aluniș | 71 Salonul de dans Aluniș Pagina muzeului Datare: 1928 Coordonate în muzeu: 44°28′09″N 26°04′44″E / 44.46916°N 26.07875°E Localitatea de origine: Aluniș, Prahova |

Salonul de dans Anghel Nicolae din Aluniș, județul Prahova, 1928

### Hanul „La barieră” din Vălenii de Munte, județul Prahova
| Hanul „La barieră” („La Frâncu”), Vălenii de Munte | 72 Hanul „La barieră” („La Frâncu”), Vălenii de Munte Pagina muzeului Datare: Secolul al XIX-lea Coordonate în muzeu: 44°28′20″N 26°04′38″E / 44.47229°N 26.07721°E Localitatea de origine: Vălenii de Munte |

### Fierăria din Botuș, județul Suceava
| Fierăria Botuș | 73 Fierăria Botuș Pagina muzeului Datare: 1957 Coordonate în muzeu: 44°28′24″N 26°04′35″E / 44.47329°N 26.07644°E Localitatea de origine: Botuș, Suceava |

### Cherhana – Șopru cu bărci
| Cherhana – Șopru cu bărci | 74 Cherhana – Șopru cu bărci Pagina muzeului Datare: începutul secolului al XX-lea Coordonate în muzeu: 44°28′23″N 26°04′38″E / 44.47309°N 26.07721°E Localitatea de origine: Jurilovca, Tulcea |

Cherhanaua montată la suprafața Lacului Herăstrău pe piloni este o construcție de lemn vopsit în culoarea cerului, cu stâlpi fasonați și frontoane triunghiulare sub acoperiș în două ape, din stuf. Ea este plasată ca o anexă a gospodăriei din același sat. Planul ei este format dintr-o sală mare pentru unelte și două boxe mici, biroul de primire și cabina de preparat icrele negre.

### Scrânciob din Zapodeni, județul Vaslui
| Scrânciob Zapodeni, județul Vaslui | 75 Scrânciob Zapodeni, județul Vaslui Pagina muzeului Datare: ? Coordonate în muzeu: 44°28′27″N 26°04′33″E / 44.47425°N 26.07577°E Localitatea de origine: Zapodeni, Vaslui |

O instalație arhaică de distracție. La sărbătorile mari, tinerii se dădeau în scrânciob. Instalația era acționată de două persoane care împingeau capetele stinghiilor dispuse încrucișat, acestea având și rolul de a consolida cadrul ce susține scaunele.

### Atelier de olărie din Horezu, Vâlcea
| Atelier de olărie din Horezu, Vâlcea | 76 Atelier de olărie din Horezu, Vâlcea [Pagina muzeului ] Datare: începutul secolului al XX-lea Localitatea de origine: Horezu |

Atelierul de olărie este o construcție patrulateră ce conține utilajul specific pentru prelucrat pământul, modelat vasele în funcție de utilizare, prepararea culorilor și smalțului, smălțuirea și ornamentarea. Fazele muncii sunt prezentate prin exponate în diferite stadii de finisare.

### Școală tip „Spiru Haret” din Cernu, Bacău
| Școală tip „Spiru Haret” din Cernu, Bacău | 96 Școală tip „Spiru Haret” din Cernu, Bacău Pagina muzeului Datare: 1922-1924 Coordonate în muzeu: 44°28′09″N 26°04′41″E / 44.46924°N 26.07812°E Localitatea de origine: Cernu, Bacău |

Școala a fost construită în perioada 1922-1924 prin contribuția sătenilor și a funcționat ca instituție de învățământ până în anul 1974. Edificiul este ridicat pe o temelie din piatră de râu, peste care se află talpa din lemn de stejar. Pereții sunt făcuți din bârne de rășinoase așezate vertical și căptușite cu șipci peste care s-a lipit umplutura de lut amestecat cu paie ce a fost apoi văruită. Acoperișul este în două ape și realizat din draniță de brad. Intrarea principală se face printr-un foișor al cărui acoperiș în două pante este susținut de șase stâlpi din lemn. În plan școala cuprinde două săli de clasă, un hol și un spațiu destinat cancelariei. Toate sălile sunt prevăzute cu sobe din teracotă. Exista și o mică bucată de teren numită „lotul școlar” unde copiii se familiarizau cu creșterea animalelor și cu lucrul în grădină.

## Instalații

### Șteamp Aurifer din Bucium-Poieni, județul Alba
| Șteamp Aurifer, Bucium-Poieni, județul Alba | 77 Șteamp Aurifer, Bucium-Poieni, județul Alba Pagina muzeului Datare: începutul secolului al XX-lea Coordonate în muzeu: 44°28′19″N 26°04′40″E / 44.47205°N 26.07772°E Localitatea de origine: Poieni (Bucium), Alba |

Instalația era folosită pentru spargerea pietrei aurifere. Apa antrena o roată a cărei mișcare era transmisă printr-un fus gros la nouă ciocane cu capete din piatră de granit de la Detunata. Acestea spărgeau piatra, care, amestecată cu apă, devenea un fel de pastă ce era apoi trecută printr-o sită și se acumula într-o ladă. Pasta era apoi spălată cu șaitrocul, permițând colectarea aurului.

### Piua din Feneș, județul Alba
| Piua Feneș, secolul XIX, județul Alba | 78 Piua Feneș, secolul XIX, județul Alba Pagina muzeului Datare: secolul al XIX-lea Coordonate în muzeu: 44°28′26″N 26°04′36″E / 44.47377°N 26.07673°E Localitatea de origine: Feneș, Alba |

Piua pentru stofă are un mecanism din lemn, funcționând similar cu cel de la oloinița din Valea Mică: o roată cu cupe ce antrenează un fus orizontal care în rotire pun în mișcare cele 4 ciocane cu crestături ce permiteau mișcarea stofei. În clădirea se mai afla și un cuptor cu cazan ce asigura apa caldă. Procesarea dura între 12 și 25 de ore.

### Oloinița din Valea Mică – Zlatna, județul Alba
| Oloinița Valea Mică – Zlatna, județul Alba, secolul al XIX -lea | 79 Oloinița Valea Mică – Zlatna, județul Alba, secolul al XIX -lea Pagina muzeului Datare: a doua jumătate a secolului al XIX-lea Coordonate în muzeu: 44°28′25″N 26°04′37″E / 44.47356°N 26.07686°E Localitatea de origine: Valea Mică, Alba |

Oloinița este un complex format din trei elemente: piua cu ciocane de lemn, oalele și popul. Ciocanele sunt antrenate de apă prin intermediul unei roți și a unui fus orizontal. Ele lovesc semințele de nucă, dovleac sau cânepă aflate în oalele scobite dintr-un trunchi de copac. După decorticare, făina se amestecă cu apă și se face o turtă, care este prăjită pe un cuptor. După aceea, turta este presată de popul antrenat cu ajutorul furcii din lemn de stejar, care funcționează ca o pârghie.

### Carusel din Bacău, județul Bacău
| Carusel, Bacău | 80 Carusel, Bacău Pagina muzeului Datare: secolul al XX-lea Coordonate în muzeu: 44°28′09″N 26°04′47″E / 44.46930°N 26.07963°E Localitatea de origine: Bacău |

Călușei, secolul al XX-lea

### Teascul de vin din Teaca, județul Bistrița-Năsăud
| Teascul de vin Teaca, Bistrița-Năsăud, 1793 | 81 Teascul de vin Teaca, Bistrița-Năsăud, 1793 Pagina muzeului Datare: 1793 Coordonate în muzeu: 44°28′25″N 26°04′36″E / 44.47356°N 26.07673°E Localitatea de origine: Teaca, Bistrița-Năsăud |

### Teascul din Meschendorf, județul Brașov
| Teascul Meschendorf | 82 Teascul Meschendorf Pagina muzeului Datare: 1864 Coordonate în muzeu: 44°28′27″N 26°04′36″E / 44.47407°N 26.07676°E Localitatea de origine: Meșendorf, Brașov |

Teasc cu șop, 1864, Meșendorf, județul Brașov

### Moara de apă cu făcaie din Teregova, județul Caraș-Severin
| Moara de apă cu făcaie, Teregova | 83 Moara de apă cu făcaie, Teregova Pagina muzeului Datare: începutul secolului al XIX-lea Coordonate în muzeu: 44°28′18″N 26°04′44″E / 44.47164°N 26.0788°E Localitatea de origine: Teregova, Caraș-Severin |

Moara de apă este o instalație tipică pentru regiunea și perioada respectivă. Are un postament înalt, pe zid de piatră și grinzi de stejar. Pereții sunt din bârne, cu acoperiș din șindrilă în patru ape. Aici este plasată instalația morii, formată din veșcă, pietre de moară, una imobilă („zăcătoare”) și una mobilă („alergătoare”), un sistem de pârghii care reglează distanța dintre pietre, un coș pentru grăunțe și fusul de care e conectată roata („ciutura”) morii.

### Piua de haine și vâltoare din Borlova, județul Caraș-Severin
| Piua de haine și vâltoare – Borlova, județul Caraș Severin | 84 Piua de haine și vâltoare – Borlova, județul Caraș Severin Pagina muzeului Datare: începutul secolului al XIX-lea Coordonate în muzeu: 44°28′20″N 26°04′39″E / 44.47230°N 26.07757°E Localitatea de origine: Borlova, Caraș-Severin |

Piua și vâltoarea aduse în muzeu sunt instalații arhaice pentru curățirea și prelucrarea lânii. În vâltoare, materialele sunt supuse la acțiunea apei de râu într-un trunchi de con realizat din scânduri de fac mai înguste la capătul de jos. Mișcarea în diagonală a apei imprimă o mișcare intensă de rotație țesăturilor, permițând îngroșarea lor. Piua (numită local „văioagă”) este acționată de o roată cu 12 „linguri” prin intermediul unui fus. Piua propriu-zisă are două ciocane („maie”), așezate orizontal, cu cozile prinse de tavanul clădirii, ceea ce pe permite să realizeze o mișcare pendulară, căzând peste valul de material. Ciocanele sunt prevăzute cu crestături care permit rotirea automată a stofei în troacă și asigură prelucrarea uniformă. Timpul de prelucrare este de 12-36 de ore, în funcție de scopul urmărit, timp în care stofa este udată permanent cu apă caldă și rece.

### Moara din Buceș, județul Hunedoara
| Moara Buceș | 85 Moara Buceș Datare: secolul al XIX-lea Coordonate în muzeu: 44°28′17″N 26°04′49″E / 44.47129°N 26.08029°E Localitatea de origine: Buceș, Hunedoara |

### Complexul de instalații din Romoșel, județul Hunedoara
| Complexul Romoșel | 86 Complexul Romoșel Pagina muzeului Datare: 1922 Coordonate în muzeu: 44°28′27″N 26°04′36″E / 44.47427°N 26.07675°E Localitatea de origine: Romoșel, Hunedoara |

Teascul pentru ulei și must din mere, Romoșel, județul Hunedoara, 1922

### Moara de apă cu făcaie din Plavișevița, județul Mehedinți
| Moara de apă cu făcaie, Plavișevița | 87 Moara de apă cu făcaie, Plavișevița Pagina muzeului Datare: sfârșitul secolului al XIX-lea Coordonate în muzeu: 44°28′19″N 26°04′40″E / 44.47206°N 26.07772°E Localitatea de origine: Plavișevița |

Moara a fost adusă din zona Porților de Fier pentru a fi salvată de distrugere în urma construirii hidrocentralei și este de același tip cu cea de la Teregova, singura diferență fiind prezența „butoiului”, un trunchi de copac scobit în interior în forma unui con, ceea ce permitea accelerarea apei înainte de ciutură (roata morii) pentru a oferi un plus de energie.

### Jug pentru potcovit și stănoagă din Vălenii de Munte, județul Prahova
| Jug pentru potcovit și stănoagă, secolul XX-lea, Vălenii de Munte, județul Prahova | 88 Jug pentru potcovit și stănoagă, secolul XX-lea, Vălenii de Munte, județul Prahova Pagina muzeului Datare: secolul al XX-lea Coordonate în muzeu: 44°28′21″N 26°04′39″E / 44.47243°N 26.07737°E Localitatea de origine: Vălenii de Munte |

### Complex de instalații din Gura Râului, județul Sibiu
| Complex Instalații Gura Râului | 89 Complex Instalații Gura Râului Pagina muzeului Datare: 1794, sec. XIX Coordonate în muzeu: 44°28′22″N 26°04′38″E / 44.47267°N 26.07735°E Localitatea de origine: Gura Râului, Sibiu |

Complexul de instalații tehnice Gura Râului Sibiu este format dintr-un coș pentru îngroșat cergi, piuă, coș pentru tras fire la cergi și o presă pentru ulei. Exponatele provin din mai multe sate din zonă și datează din perioade diferite.

### Teasc de stors ceara din Sebeșu de Jos, județul Sibiu
| Teasc de stors ceara, sf. secolul al XVIII-lea, Sebeșu de Jos, județul Sibiu | 90 Teasc de stors ceara, sf. secolul al XVIII-lea, Sebeșu de Jos, județul Sibiu Pagina muzeului Datare: sfârșitul secolului al XVIII-lea Coordonate în muzeu: 44°28′12″N 26°04′45″E / 44.47011°N 26.07907°E Localitatea de origine: Sebeșu de Jos, Sibiu |

### Moara de vânt din Enisala, județul Tulcea
| Moara de Vânt Enisala, Jud Tulcea | 91 Moara de Vânt Enisala, Jud Tulcea Pagina muzeului Datare: 1941 Coordonate în muzeu: 44°28′22″N 26°04′37″E / 44.472805°N 26.077069°E Localitatea de origine: Enisala, Tulcea |

Exemplarul din muzeu ilustrează tipul cel mai mic de moară de vânt din Dobrogea, fiind folosit de o singură familie. Montată pe un postament din patru stâlpi de lemn, ea are o roată cu patru pale care antrenează roata alergătoare a morii prin intermediul unui grindei orizontal, unui crug (cerc) și în cele din urmă fusul vertical. Dimensiunile încăperii sunt de 1,5 mx1,5 m, pereții și acoperișul fiind din stuf.

### Indicator de vânt din Jurilovca, județul Tulcea
| Indicator de vânt din Jurilovca | 92 Indicator de vânt din Jurilovca Datare: ? Coordonate în muzeu: 44°28′22″N 26°04′37″E / 44.47291°N 26.07705°E Localitatea de origine: Jurilovca, Tulcea |

### Moara de vânt din Sarichioi, județul Tulcea
| Moara de vânt din Sarichioi | 93 Moara de vânt din Sarichioi Pagina muzeului Datare: începutul secolului al XIX-lea Coordonate în muzeu: 44°28′22″N 26°04′38″E / 44.47281°N 26.07713°E Localitatea de origine: Sarichioi, Tulcea |

Exponatul, construit a începutul secolului al XIX-lea, reprezintă o moară medie, cu plan patrulater și două niveluri: cel de jos este depozitul, iar cel de sus moara propriu-zisă. La fel ca și la moara din Valea Nucarilor, construcția din lemn de stejar poate fi rotită de o singură persoană pentru a o alinia cu direcția vântului. Clădirea dispune și de un balcon, ce i-a adus denumirea de „moară cu sân”. Cele 6 aripi sunt formate din obloane din lemn oe o structură tot din lemn. Obloanele din treimea superioară sunt mobile, fiind montate doar când moara funcționează. [mai multe...]

### Moara de vânt din Valea Nucarilor, județul Tulcea
| Moara de vânt Valea Nucarilor, Tulcea | 94 Moara de vânt Valea Nucarilor, Tulcea Pagina muzeului Datare: începutul secolului al XIX-lea Coordonate în muzeu: 44°28′28″N 26°04′37″E / 44.47453°N 26.07691°E Localitatea de origine: Valea Nucarilor, Tulcea |

Moara de vânt este ceva mai mare ca cea din Enisala, fiind construită la începutul secolului al XIX-lea. Fundația de 2 m este construită din piatră naturală. Accesul către casa morii se face pe o scară mobilă. Clădirea este construită din scânduri de brad pe schelet de lemn și se sprijină pe fundație prin intermediul unor scânduri de stejar așezate în formă de octogon ce permit rotirea corpului morii pentru a aduce palele perpendicular pe vânt.

### Fântâna cu cai din Lădești, județul Vâlcea
| Fântâna cu cai, Lădești | 95 Fântâna cu cai, Lădești Pagina muzeului Datare: secolul al XIX-lea Coordonate în muzeu: 44°28′24″N 26°04′37″E / 44.47322°N 26.07700°E Localitatea de origine: Lădești, Vâlcea |

Fântâna cu cai, Lădești, județul Vâlcea, secolul XIX

## Biserici și troițe

### Biserica Turea, județul Cluj
| Biserica de lemn din Turea | ✝ Biserica de lemn din Turea Pagina muzeului Datare: 1750 Coordonate în muzeu: 44°28′11″N 26°04′42″E / 44.46959°N 26.07828°E Localitatea de origine: Turea, Cluj |

Biserica de lemn din Turea, județul Cluj a fost ridicată în anul 1750. Lăcașul era pe la 1910 propus spre a fi achiziționat de Muzeul Național Maghiar din Budapesta. În perioada interbelică Alexandru Tzigara-Samurcaș a cumpărat și transportat biserica de lemn la București, fiind una dintre primele de acest fel transferate într-un muzeu din România. De atunci este expusă în Muzeul Național al Satului „Dimitrie Gusti”. [mai multe...]

### Biserica Timișeni, județul Gorj
| Biserica de lemn din Timișeni | ✝ Biserica de lemn din Timișeni Pagina muzeului Datare: 1773 Coordonate în muzeu: 44°28′18″N 26°04′40″E / 44.47166°N 26.07782°E Localitatea de origine: Timișeni, Gorj |

Biserica de lemn din Timișeni, județul Gorj este o biserică construită în 1773 și aflată la Muzeul Național al Satului „Dimitrie Gusti” din București. Biserica din Timișeni a fost transferată în Muzeul Național al Satului în anul 2002, fiind la un pas de distrugere, din cauza extinderii carierei de cărbuni Pinoasa, bazinul Rovinari. Ea poartă hramul „Sfântul Nicolae” și a fost ridicată în anul 1773 - conform anului aflat pe icoanele împărătești, semnate de Mihai și Gheorghe Zugravu, icoane care au fost lucrate după ridicarea construcției - din bârne de stejar. [mai multe...]

### Biserica Dragomirești, județul Maramureș
| Biserica de lemn din Dragomirești, Maramureș | ✝ Biserica de lemn din Dragomirești, Maramureș Pagina muzeului Datare: 1722 Coordonate în muzeu: 44°28′17″N 26°04′44″E / 44.47143°N 26.07901°E Localitatea de origine: Dragomirești, Maramureș |

Biserica de lemn din Dragomirești, județul Maramureș este o biserică greco-catolică construită în 1722 și aflată la Muzeul Național al Satului „Dimitrie Gusti” din București. Biserica, adusă în Muzeul Național al Satului „Dimitrie Gusti” în 1936, a fost construită pe locul alteia, arsă de tătari în incursiunea lor de jaf din anul 1717. Datarea ei este dată de o inscripție. [mai multe...]

### Troița din Maramureș
| Troița din Maramureș | ✝ Troița din Maramureș ETNOMON Datare: ? Coordonate în muzeu: 44°28′13″N 26°04′40″E / 44.47040°N 26.07786°E Localitatea de origine: necunoscută, județul Maramureș |

Troița reprezintă o cruce de pază (local rugă) înaltă de 7 m, din lemn de stejar, cu ornamente geometrice în relief, aflată în curtea gospodăriei din Moișeni.

### Biserica din Răpciuni, județul Neamț
| Biserica de lemn din Răpciuni | ✝ Biserica de lemn din Răpciuni Pagina muzeului Datare: 1773 Coordonate în muzeu: 44°28′27″N 26°04′34″E / 44.47417°N 26.07606°E Localitatea de origine: Comuna Ceahlău, Neamț |

Biserica de lemn din Răpciuni, comuna Ceahlău, județul Neamț, este o biserică construită în 1773 și aflată în prezent la Muzeul Național al Satului „Dimitrie Gusti”. Biserica a fost transferată în muzeu prin 1958, ca urmare a începerii lucrărilor la barajul hidroenergetic de la Bicaz. Biserica din Răpciuni face parte din cele 4 biserici de lemn aflate la Muzeul Național al Satului „Dimitrie Gusti”.
Arhitectura se încadrează în stilul vechilor biserici moldovenești din lemn. Pictura din interiorul bisericii se înscrie în canonul erminiilor bizantine. Construcția are mai multe inscripții în grafie slavonă, slavo-română sau română care se adaugă celor slavonești de la iconografie. A existat și un program de restaurare al bisericii de lemn care a debutat în anul 2007. [mai multe...]

### Troița din Rășinari, județul Sibiu
| Troița din Rășinari, Sibiu | ✝ Troița din Rășinari, Sibiu Pagina muzeului Datare: începutul secolului al XIX-lea Coordonate în muzeu: 44°28′15″N 26°04′39″E / 44.47095°N 26.07746°E Localitatea de origine: Rășinari, Sibiu |

Troița este o construcție de piatră patrulateră, cu patru arcade și acoperiș piramidal, având în vârf o cruce metalică. În centru stă o cruce sculptată în lemn. Zona de deasupra arcadelor are imagini biblice, iar brâul din partea de jos este pictat cu motive geometrice policrome.

### Troița din Fețeni, județul Vâlcea
| Troița din Fețeni (Vâlcea) | ✝ Troița din Fețeni (Vâlcea) Pagina muzeului Datare: 1860 Coordonate în muzeu: 44°28′19″N 26°04′39″E / 44.47205°N 26.07763°E Localitatea de origine: Fețeni, Vâlcea |

Troița este formată dintr-un trunchi masiv de stejar, cu 3 brațe lungi, transversale, care susțin o ramificație de cruci din lemn de stejar prinse prin cuie de lemn. Monumentul este conceput ca o tâmplă de biserică, pe el fiind pictate scene biblice, precum și un pomelnic cu litere chirilice.

## Exponate dispărute
Această secțiune cuprinde gospodării și instalații care existau în cadrul muzeului în anul 1972, dar nu mai apar în harta din anul 2016. 

### Gospodărie din satul Paros, Țara Hațegului, județul Hunedoara
Datare: începutul secolului al XIX-lea
Casa este formată din prispă și două încăperi despărțite de un perete din piatră, cu acces separat de afară și o vatră liberă. Alte construcții includeau căsuța pentru cuptor, șura cu grajdurile, cocină și cotețe, toate așezate într-un patrulater, fiind construite din bârne, cu fundament din piatră și acoperișuri înalte, din paie sau țiglă, în patru ape.
Casa se afla încă în cadrul muzeului în anul 2001.

### Gospodărie din satul Ceauru, județul Gorj
|  | Gospodăria din Ceauru ETNOMON Datare: 1875 Coordonate în muzeu: 44°28′19″N 26°04′39″E / 44.47205°N 26.07763°E Localitatea de origine: Ceauru, Gorj |

Casa a fost achiziționată de actualul Muzeu al Țăranului Român (pe atunci Muzeul de Etnografie și Artă Națională) în 1907. A fost expusă în Muzeul Satului, când în actuala clădire a MȚR a fost mutat Muzeul PCR și a fost restituită MȚR în 2004.
Casa are trei încăperi, fiind construită pe tălpi de stejari sprijinite pe bolovani de piatră. Elementele de lemn sunt sculptate cu modelele specifice zonei. Proprietarul, Antonie Mogoș, a terminat  casa în  anul 1875, după doi ani de lucrări. Data construcției și numele constructorului sunt notate pe prispă.

### Piua din satul Călinești-Serbăuți, județul Suceava
Datare: sfârșitul secolului al XIX-lea
În această piuă (sau stupă), asemănătoare cu cea de la Jurilovca, tot din cadrul muzeului, o oală pentru semințe este scobită într-un trunchi de lemn, iar ciocanul, ca un cioc de pasăre cu coadă lungă, fixată într-un cadru din două bârne paralele, este ridicat prin apăsarea alternativă cu picioarele și apoi este lăsat să cadă peste scobitură.

### Piua de pisat cu trei ciocane din satul Bădeuți, județul Suceava
Datare: a doua jumătate a secolului al XIX-lea
Piua de pisat cu trei ciocane este mai avansată tehnic decât cea anterioară. Principala diferență constă în modul de acționare a ciocanelor, care sunt trase cu sfori și un sistem de scripeți și apoi lăsate să cadă în virtutea gravitației. Pentru a evita deviațiile orizontale, ciocanele au niște urechi care culisează pe sfori verticale (înlocuite în cadrul muzeului cu bare de fier)

### Teascul pentru ulei din satul Bădeuți, județul Suceava
Datare: mijlocul secolului al XIX-lea
Exemplarul, provenind din aceeași localitate ca si piua de mai sus, este un model arhaic de teasc, cu un piston cilindric dotat cu o bară orizontală peste care cad ciocane acționate manual, fiind împins peste turta din semințe din care se extrage uleiul.

### Piua pentru sumane din satul Satu-Mare, județul Suceava
Datare: începutul secolului al XIX-lea
Piua este realizată dintr-un trunchi masiv de stejar, cu 3 despicături alungite, în care sunt așezate valurile de stofă. Acestea sunt presate de șase ciocane (câte două pentru fiecare scobitură) de lemn acționate de forța hidraulică printr-o roată asemănătoare cu a morilor de apă. Crestăturile din capetele ciocanelor asigură rotirea stofei, iar udarea acesteia este realizată tot automat, prin mici jgheaburi de lemn. În urma procesului, stofa este curățată, îndesită și devine mai suplă.